# 难兜靡
难兜靡（？—前177年），是乌孙的初代昆弥猎骄靡的父亲。难兜靡本与大月氏俱在祁连山、敦煌之间，乌孙是小国。约前177年（汉文帝三年）左右，大月氏攻杀难兜靡，夺其地，人民逃至匈奴。其子猎骄靡才刚刚出生。